# Pterotricha pavlovskyi
Pterotricha pavlovskyi är en spindelart som beskrevs av Sergei Aleksandrovich Spassky 1952. Pterotricha pavlovskyi ingår i släktet Pterotricha och familjen plattbuksspindlar. Inga underarter finns listade i Catalogue of Life.